# Sedum goldmanii

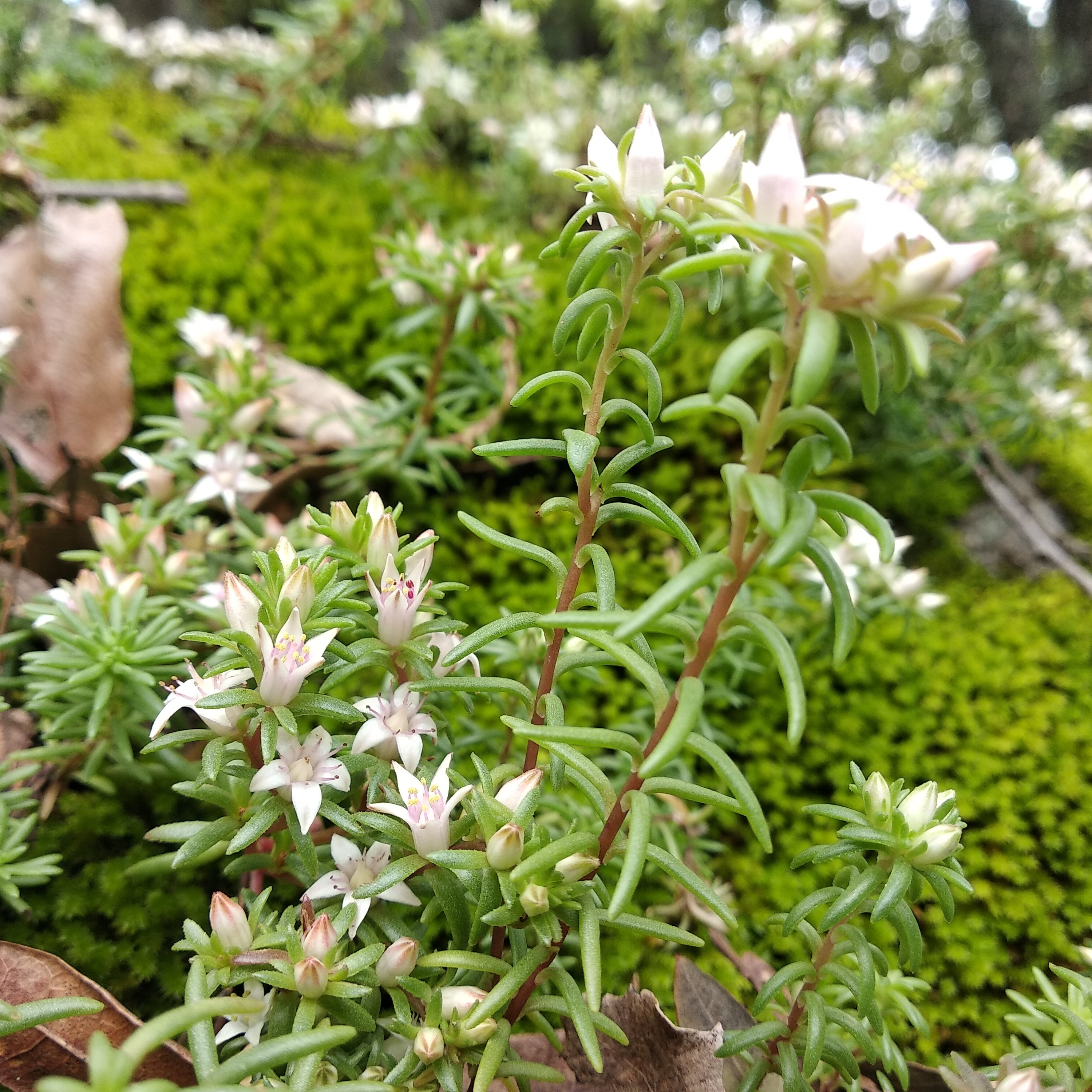
En su hábitat

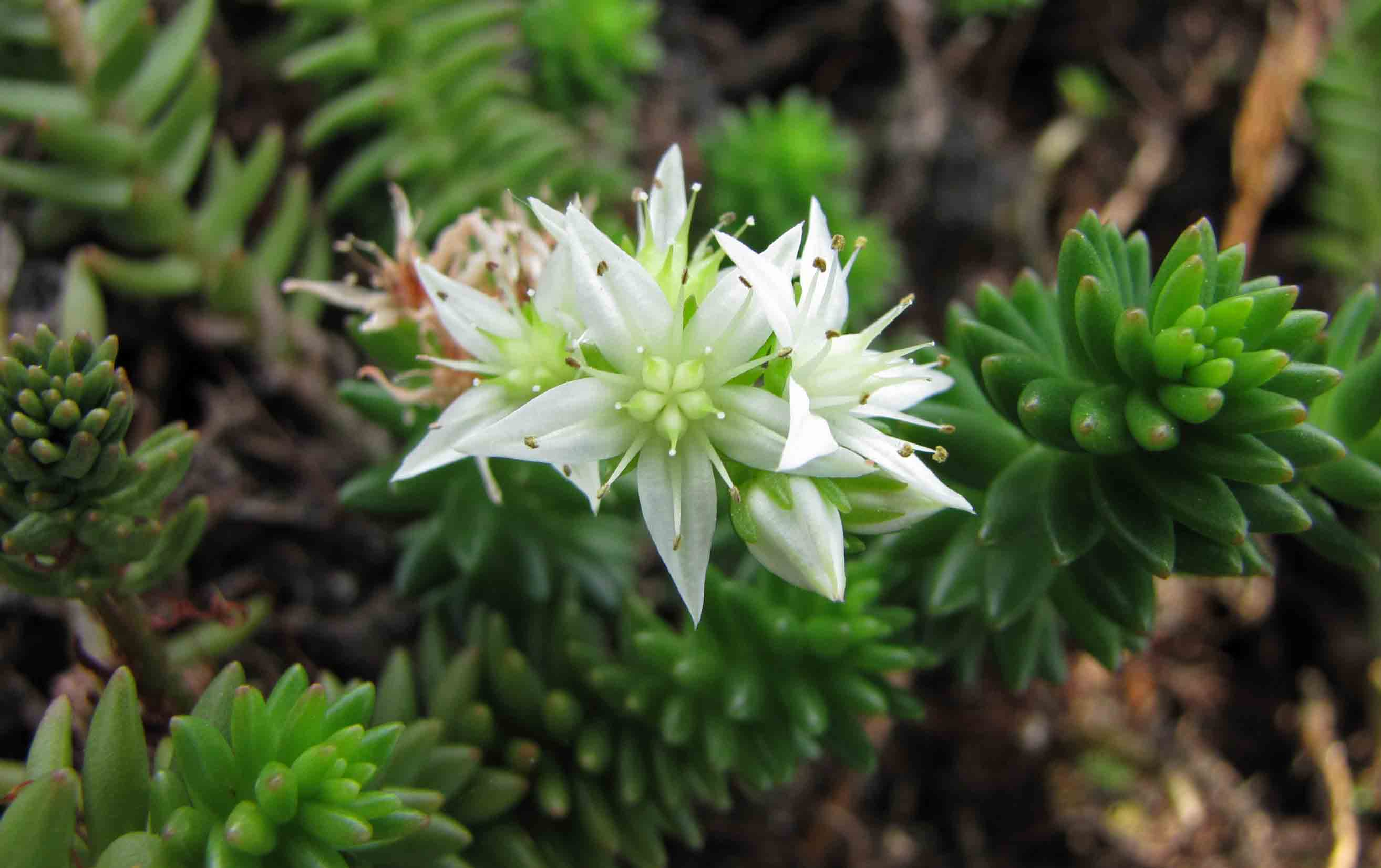
Detalle de la inflorescencia

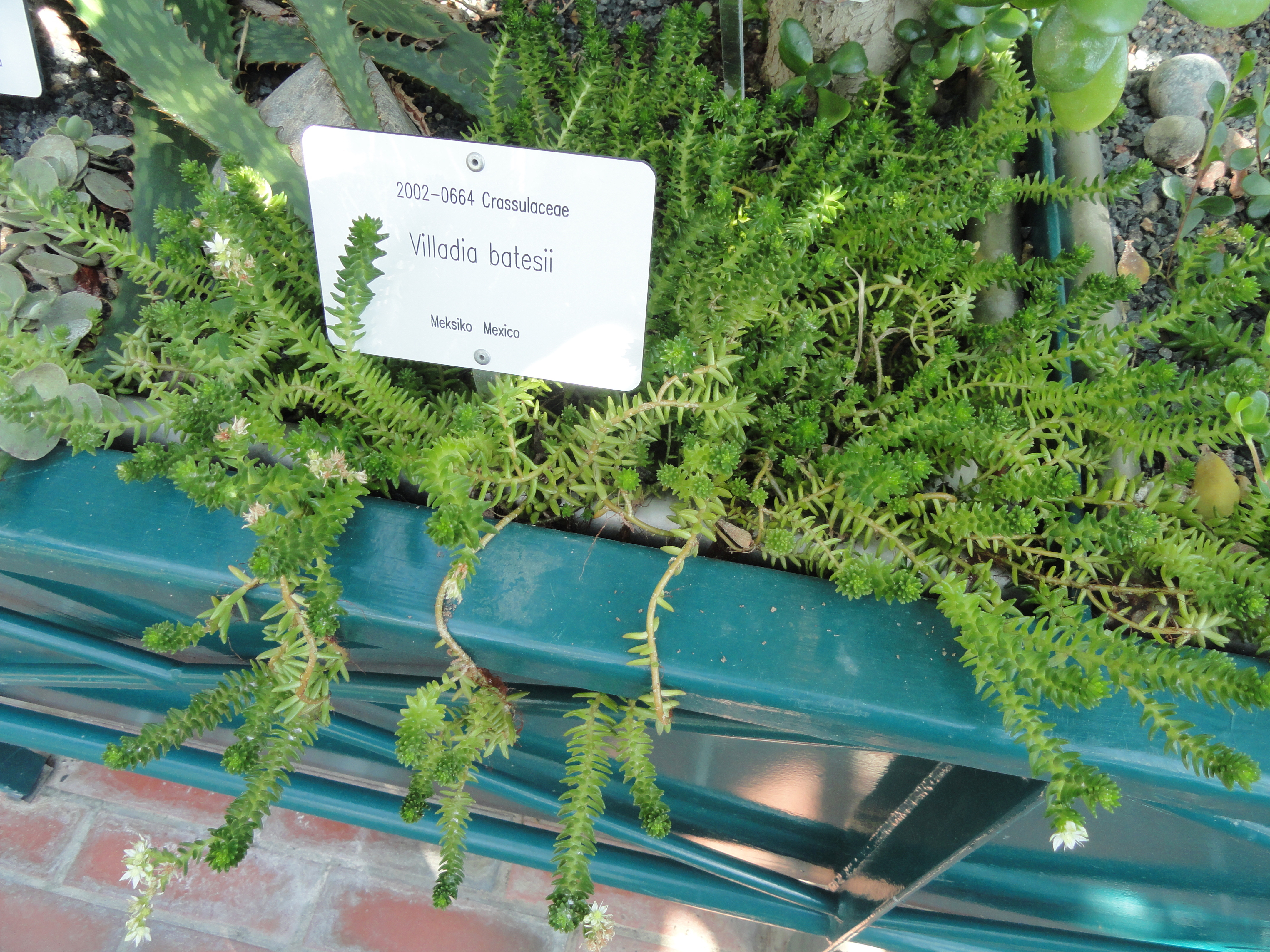
En cultivo

Sedum goldmanii es una especie de planta de la familia de las crasuláceas, nativa de México.

## Descripción, hábitat y distribución
Sedum goldmanii es una hierba litófita, suculenta, delicada, a veces algo subfrutescente, erecta o decumbente, con tallos verdes o rojizos muy ramificados de hasta 20 cm de largo. En la base, forma rosetas densas de hojas obovadas pequeñas, mientras que las hojas de los tallos, alternas, lineares y cilíndricas, son algo mayores (de hasta 1 cm de largo). La inflorescencia es axilar, corimbiforme, terminal o cimosa, con pequeñas flores pentámeras blancas a rosadas, sésiles o cortamente pecioladas, con la corola campanulada y tubular. Las semillas son numerosas y de color marrón, de 5 mm de largo.
Sedum goldmanii se distribuye a lo largo del Eje Neovolcánico de México, de Michoacán y Guanajuato a Veracruz, entre los 2000 y los 4500 metros sobre el nivel del mar. Aparece en una variedad de espacios naturales, como malpaíses, matorrales, bosques mixtos y de coníferas, hasta la pradera alpina.

## Cultivo
Como muchas especies de su familia, Sedum goldmanii es popular en jardinería. Puede propagarse vegetativamente a partir de las hojas. Necesita luz directa o indirecta, con abundante riego en verano y poco o nada en invierno. Tolera suelos pobres, neutros a ligeramente ácidos, pero estos deben contar con buen drenaje.

## Taxonomía
Sedum goldmanii fue descrita en 1996 por Reid Venable Moran, sobre un basónimo de Joseph Nelson Rose, en Haseltonia 4: 46.
Etimología
Sedum: nombre genérico del latín que, en épocas romanas, designaba ciertas especies de la familia Crassulaceae (Sempervivum tectorum, Sedum album y Sedum acre), y usado, entre otros, por Plinio el Viejo en su Historia Naturalis (18, 159).
goldmanii: epíteto dado en honor al naturalista y taxónomo estadounidense Edward Alphonso Goldman (1873-1946), quien realizó la colecta del tipo nomenclatural

### Sinonimia
- Altamiranoa alpina Fröd.
- Altamiranoa batesii (Hemsl.) Rose
- Altamiranoa batesii var. subalpina Fröd.
- Altamiranoa goldmanii Rose
- Altamiranoa mexicana (Schltdl.) Rose
- Altamiranoa ramulosa Fröd.
- Cotyledon batesii Hemsl.
- Cotyledon mexicana (Schltdl.) Hemsl.
- Umbilicus mexicanus Schltdl.
- Villadia alpina (Fröd.) H.Jacobsen
- Villadia batesii (Hemsl.) Baehni & J.F.Macbr.
- Villadia goldmanii (Rose) A.Berger
- Villadia mexicana (Schltdl.) H.Jacobsen
- Villadia ramulosa (Fröd.) H.Jacobsen[8]

### Subespecies, híbridos y cultivares
- Sedum × amecamecanum Praeger (=Sedum goldmanii × praealtum)[1][9]
- Sedum 'Spiral Staircase' (cultivar)[3]